# Graptomyza robusticornis
Graptomyza robusticornis är en tvåvingeart som beskrevs av Doesburg 1957. Graptomyza robusticornis ingår i släktet Graptomyza och familjen blomflugor.
Artens utbredningsområde är Madagaskar. Inga underarter finns listade i Catalogue of Life.